# Rin Tin Tins Heldentat
Rin Tin Tins Heldentat (Originaltitel: The Lighthouse by the Sea) ist ein US-amerikanischer Abenteuerfilm aus dem Jahr 1924 von Malcolm St. Clair mit William Collier jr. und Louise Fazenda in den Hauptrollen. Der Stummfilm mit dem berühmten Filmhund Rin Tin Tin wurde von Warner Bros. produziert und basiert auf dem Bühnenstück The Lighthouse by the Sea von Owen Davis.

## Handlung
An der zerklüfteten Küste von Maine betreibt Caleb Gale den Leuchtturm von Seville. Seine Tochter Flora muss seine Aufgaben übernehmen, da er altersbedingt erblindet ist. Die beiden verheimlichen dies sorgfältig vor den Behörden. Während eines Sturms erleiden Albert Dorn und sein Hund Rin Tin Tin vor der Küste Schiffbruch und werden von Flora gerettet, in die sich Albert bald verliebt.

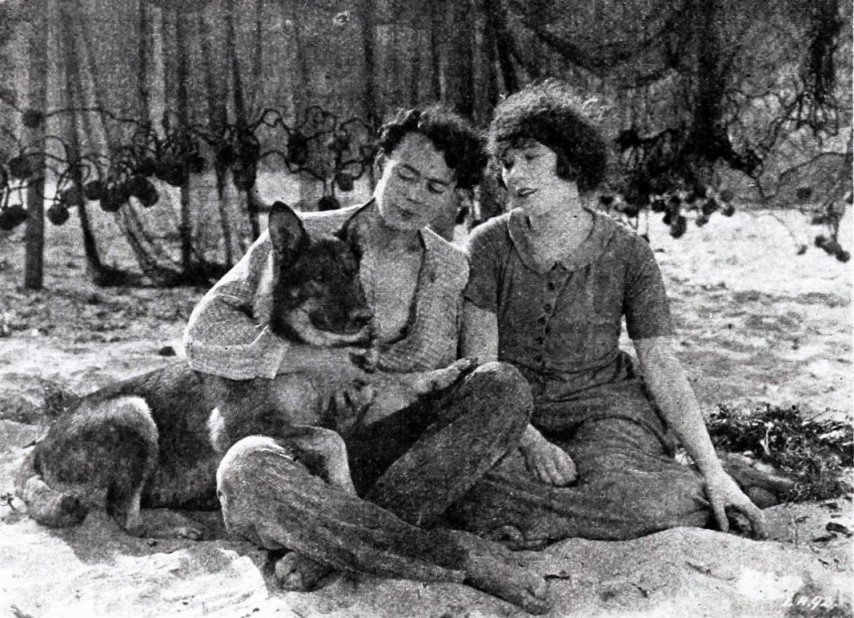
Szenenfoto mit Rin Tin Tin, William Collier jr. und Louise Fazenda

In einer dunklen Nacht schlägt der Schwarzhändler Joe Dagget Albert nieder und fesselt ihn, um das Licht des Leuchtturms zu löschen und eine Ladung Schmuggelware unbemerkt an Land zu bringen. Er bringt Albert und den in einem Netz gefangenen Rin Tin Tin an Bord des Schmuggelbootes. Rin Tin Tin beißt die Seile durch und erreicht mit Albert das Ufer. Doch der Bandenboss Edward Cavanna kann Albert wieder gefangen nehmen. Obwohl er in Ketten gelegt ist, gelingt es ihm dennoch, einen Abfallhaufen in Brand zu setzen. Mit einem brennenden Stück Abfall entzündet Rin Tin Tin das Kerosin, das den Leuchtturm befeuert. Albert wird von Caleb befreit und macht sich an die Verfolgung von Dagget und seiner Schmugglerbande, die Flora mitgenommen haben. Albert und Rin Tin Tin kämpfen mit den Verbrechern, bis die Zollbeamten eintreffen. Albert und Flora sind glücklich wieder vereint.

## Hintergrund
Im Oktober 1924 wurde berichtet, dass der Großteil der Dreharbeiten in Laguna Beach und im Hafen von San Pedro abgeschlossen wurde, während am 8. November 1924 bekannt gegeben wurde, dass die Hauptdreharbeiten in den Warner-Studios abgeschlossen wurden.
In der Presse wurde am 15. November 1924 verlautbart, die Verfilmung von Owen Davis’ Bühnenstück sei speziell für den beliebten Hundestar Rin Tin Tin umgeschrieben worden.

## Veröffentlichung
Die Premiere des Films fand am 1. Dezember 1924 statt. 1925 kam er im Deutschen Reich und in Österreich, hier unter den Titeln Rin Tin Tins letzte Heldentat und Der Leuchtturm an der See, in die Kinos.